# Catophragmus imbricatus
Catophragmus imbricatus är en kräftdjursart som beskrevs av Sowerby 1827. Catophragmus imbricatus ingår i släktet Catophragmus och familjen Catophragmidae. Inga underarter finns listade i Catalogue of Life.